# 통가 팡가
팡가(통가어: paʻanga)는 통가의 통화로, 1 팡가는 100 세니티(seniti)로 나뉘며 100 팡가는 1 하우(hau)로 나뉘기도 한다.
1, 2, 5, 10, 20, 50 세니티 동전과 1, 2, 5, 10, 20, 50, 100 팡가 지폐가 통용된다. 1 팡가는 한국 돈으로 약 620원이다.